# Raliul Suediei
Raliul Suediei (în suedeză Svenska rallyt), fostul Raliu Internațional suedez, și mai târziu Raliul suedez Uddeholm, este un raliu care se ține în Värmland, Suedia la începutul lunii februarie. Prima ediție avut loc în 1950, când a fost numit Raliu Soarelui de la miezul Nopții (Care în acest moment a fost un raliu de vară), cu start și sosire în locații separate, șaptesprezece ani mai târziu atât de start și sosire au fost situate în Karlstad. Principalul parc de service este situat în orașul Hagfors, care este de fapt mult mai aproape de probele speciale decât Karlstad. Competiția se întinde pe trei zile, din dimineața zilei de vineri și se termină duminica dupa-amiaza.
În 1973 raliul a fost introdus în Campionatul Mondial de Raliuri și a început pentru să obțină recunoaștere internațională; Raliu Suediei fiind, de obicei, singurul raliu de zăpadă din WRC. Ca Raliul Finlandei, acest raliu este cunoscut a fi foarte dificil pentru piloții non-scandinav. Primul câștigător, care nu era din Suedia sau Finlanda a fost francezul Sébastien Loeb în 2004, Sébastien Ogier a fost cel de-al doilea câștigător non-scandinav cu victorii în 2013, 2015 și 2016. Spaniolul Carlos Sainz a terminat pe locul al doilea de patru ori și al treilea de două ori.
Raliul a fost anulat de două ori; în 1974 ca urmare a crizei petrolului și în 1990, datorită vremii calde. Raliul, de asemenea, nu a avut loc în 2009 , din cauza sistemului de rotație al WRC. Vremea continuă să fie un motiv de îngrijorare, deoarece creșterea temperaturilor globale reduce probabilitatea de a avea condițiile de zăpadă necesare în fiecare an. Evenimentul din 2005 a fost dintre cele mai calde, multe probe fiind noroioase și distrugând  anvelopele speciale de iarnă folosite de echipe.